# Camamu
Camamu est une ville du Brésil dans l'État de Bahia.

## Géographie
La ville est située sur la côte sud de Bahia (Costa do Dendê), le long de la route BA-001, sur l'Acarahy et a 12 km de son embouchure.
L'île Pedra Furada et la péninsule de Maraú forment la baie de Camaru où est sise la ville.
Elle est construite sur deux niveaux, une ville haute avec églises et maisons coloniales et le port avec les établissements commerciaux.

## Histoire
La région a été habitée par les Indiens Macamamus. Camamu était le nom d'un de leurs villages. Les Jésuites y établissent une mission en 1560 et en 1561 est fondée la paroisse Aldeia de Nossa Senhora da Assunção de Macamamu.
Le 22 mai 1693, le village est élevé au rang de ville et prend son nom actuel. Il devient officiellement une ville le 27 juin 1891.
La ville se développe et est le plus grand producteur de manioc du Brésil au XVIe siècle. Cible des pirates, elle est envahie par les Pays-Bas et subit de nombreuses attaques de 1624 à 1627. Pour se protéger contre de nouvelles incursions, les habitants bloquent alors le passage du port avec d'énormes rochers, contraignant les bateaux à zigzaguer dans le canal pour rejoindre le port. Ces roches sont toujours en place aujourd'hui.
En 1782, par ordre de la Couronne portugaise, João Gonçalves da Costa ouvre la première route reliant Camamu avec les colonies de l'intérieur. Il s'agit de l'actuel Estrada das Nações (route des nations).
En 1961, la commune est divisée en deux. Une partie devient Ibirapitanga.
Un audit de 2008 conclut à la corruption généralisée des fonctionnaires de la ville.

## Économie
Port de commerce du café, du riz et du cacao au XIXe siècle, la ville produit aujourd'hui du caoutchouc et extrait la barytine. Son produit agricole le plus important est le bétail.